# Estación C.R.S. Domínguez
Coronel Rodolfo S. Domínguez es una estación de ferrocarril ubicada la localidad homónima en el Departamento Rosario, Provincia de Santa Fe, Argentina.
Sus vías e instalaciones se encuentran abandonadas, aunque a cargo de la empresa estatal Trenes Argentinos Cargas.

## Historia
Fue construida por la Compañía General de Ferrocarriles en la Provincia de Buenos Aires en 1908, como parte de la vía que llegó a Rosario en ese mismo año.